# Coxcoxtli

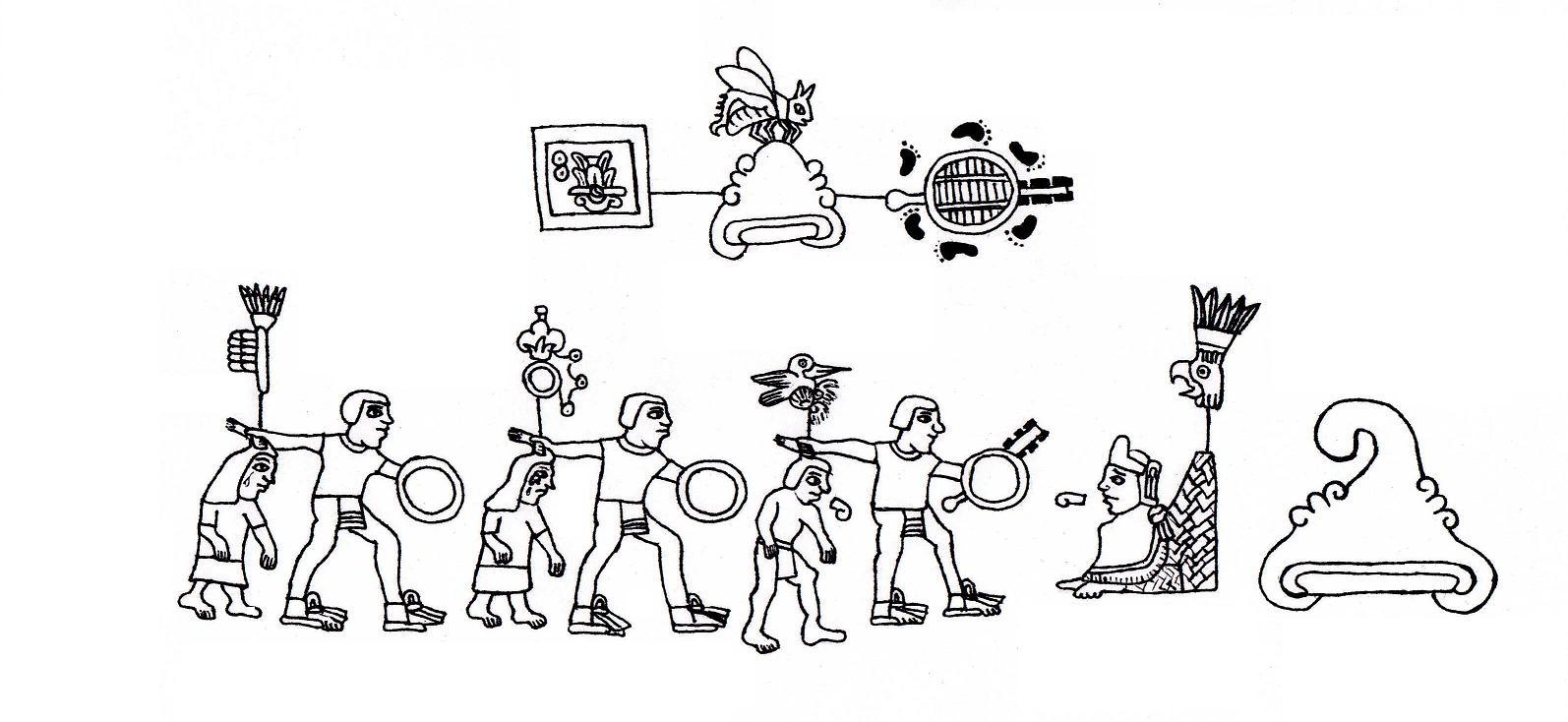
Reproducción a mano de la lámina XX del Tira de la Peregrinación.

Coxcoxtli en la documentación histórica nahua aparece bajo las variantes Coxcox (Faisán), Coxcoxteuctli (el señor Coxcox) o Coxcoxtzin (El venerable faisán). Es un nombre común a varios personajes dentro de la historia del centro de México, en particular; en la zona de influencia náhuatl. 

## Coxcoxtli en la mitología nahua
Es proyectado a nivel mitológico para designar al hombre sobreviviente del diluvio (otras fuentes le llaman Teocipactli) junto con Xochiquétzal. La barca en la que se salvaron, desembarcó en un cerro. A ese cerro le nombraron Colhuacan (véase el artículo para los posibles significados del topónimo). 
Junto con Xochiquétzal tuvo muchos hijos, pero ninguno sabía hablar. Fue hasta que llegó una paloma y les enseñó los idiomas. Eran tantos, que ni entre ellos se entendían; dice Clavijero.

## Coxcoxtli, señor de los colhua
El personaje de nombre Coxcoxtli más relevante es el del tlahtoani de Colhuacan que vivió a finales del siglo XIII y principios del XIV. Según Chimalpahin, subió al poder en 1281 y gobernó hasta 1307 como decimosexto señor de los colhua y duodécimo de Colhuacan.  Las fuentes señalan que tuvo dos o tres hijos, el mayor llamado  Huehue Acamapichtli, el segundo hijo es Huehue Tezozomoctli, la tercera es una hija usualmente inonimada, sólo aclarado por algunas fuentes que es la princesa Atotoztli I, personaje confuso y emblemático de las dinastías mexicas.
Coxcoxtli está representado en las láminas XX y XXI del Códice Boturini como tlahtoani del altépetl de Colhuacan en el año 2-acatl (1299), después de que los colhuas y otros pueblos nahuas del Valle de México se unieran en alianza militar para acabar y desterrar a los mexitin de Chapultepec, porque los veían como una amenaza contundente desde que llegaron a las cercanías del lago de Texcoco. En la lámina XX se observa a Huehue Huitzilíhuitl y a su hija Chimalxochitzin sometidos frente a Coxcoxtli sentado en su trono. Huehue Huitzilíhuitl está hablando con Coxcoxtli; gracias a otras fuentes sabemos que Huehue Huitzilíhuitl le pide a Coxcoxtli que tenga misericordia de su hija que va desnuda, a lo que se niega Coxcoxtli, mandándolos a sacrificar. Tras su sometimiento los manda a establecerse en Tizapan, en el barrio de Contitlan, en el año 4-calli 1301. En la lámina XXI, se ve a Coxcoxtli representado tres veces y sentado en su trono. Las lecturas hechas durante el período colonial dice que Coxcoxtli llamó a los mexitin que estaban en el barrio de Contitlan porque los colhuas estaban en guerra con los xochimilcas. Los mexitin fueron a deliberar, como Coxcoxtli les pidió como prueba de su victoria las orejas de los prisioneros, dijeron: "Si les cortamos las orejas, el rey Coxcoxtli pensará que les cortamos las dos orejas entonces, para que no exista esta confusión, mejor les cortaremos las narices".
En la última lámina del códice se observa a los mexitin camino a la contienda de Xochimilco, armados únicamente con sus cuchillos. Los mexitin regresaron victoriosos. 

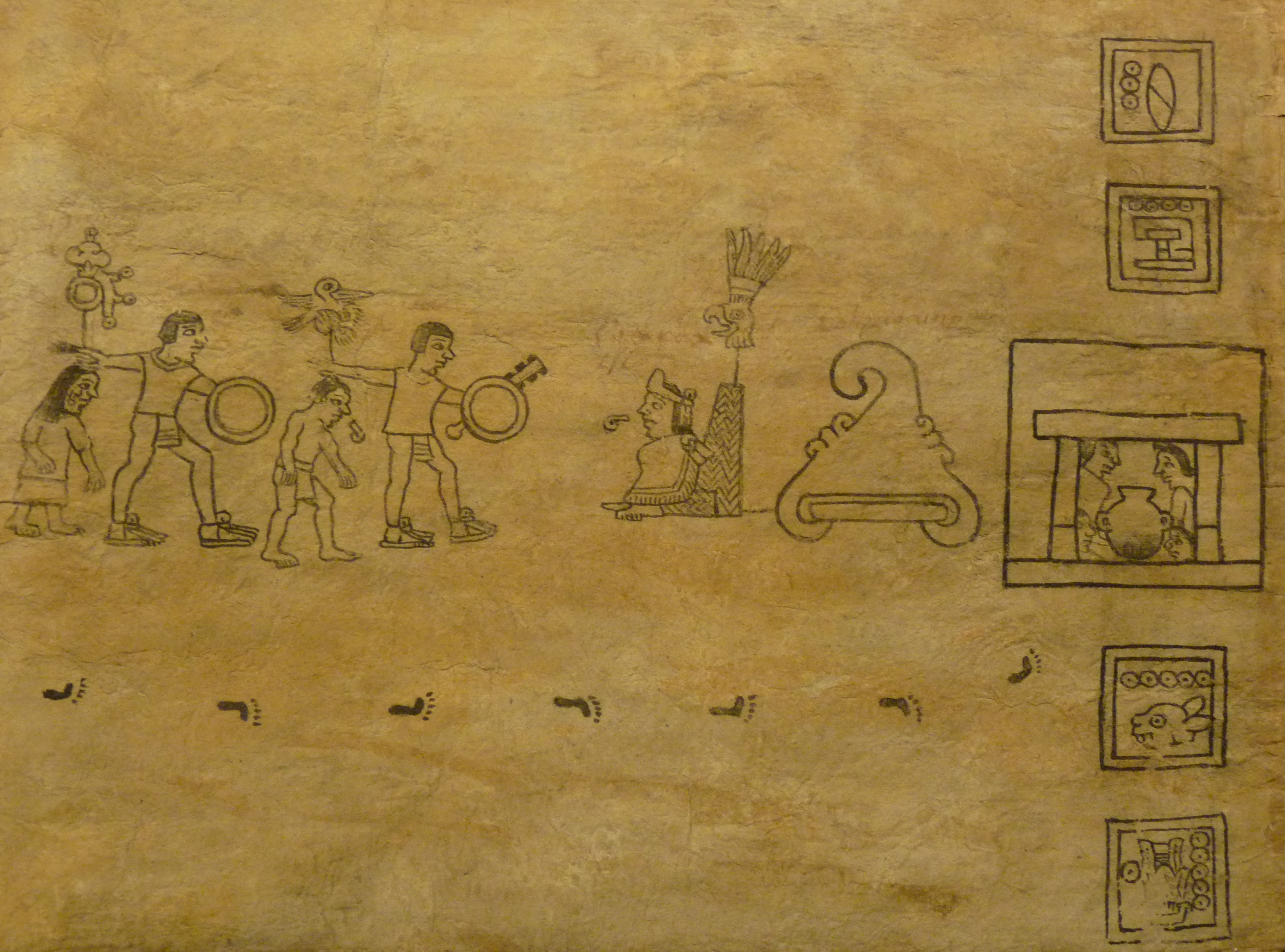
Lámina XX. Códice Boturini.

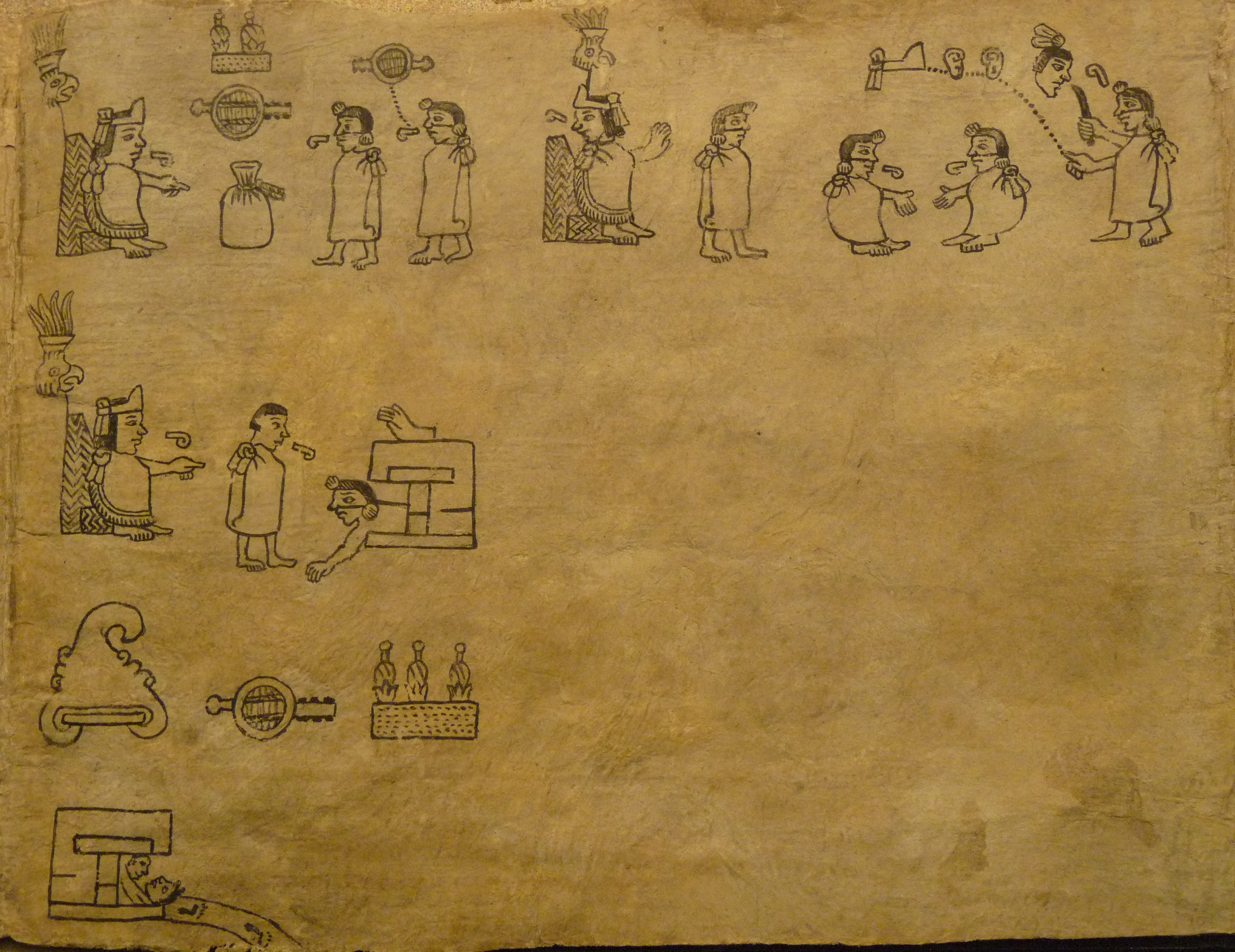
Lámina XXI. Códice Boturini

## Coxcoxtli como personaje fundacional
La relevancia del gobernante colhua es más significativa de lo que aparenta el Códice Boturini. Se constituye como elemento medular para establecer la nobleza y el derecho de reclamar la herencia tolteca, pues era reconocido que los colhuas eran de la estirpe de Tollan (Tula) y legítimos poseedores de su tradición. 
Coxcoxtli aparece como abuelo o bisabuelo de Acamapichtli, primer tlahtoani de Tenochtitlan, ya sea como padre de Huehue Acamapichtli y éste como padre del gobernante mexica. O como padre de Atotoztli que se casa con el mexica Opochtli Iztahuatzin, quienes también son señalados como padres de Acamapichtli.